# Аурипигмент
Аурипигме́нт (от лат. aurum — золото, золотая краска), также аврипигме́нт (устар.), арсе́ник, оперме́нт, жёлтый мышьяк (устар.)  или жёлтая мышьяковая обманка:192 — минерал класса сульфидов состава As2S3, сульфид мышьяка.
Минерал сильно ядовит, требует предосторожностей при любом контакте.

## Свойства
Сингония моноклинная. Хорошо образованные кристаллы больших размеров редки. Кристаллы столбчатые, короткопризматические, крупнотаблитчатые, обычно с искривлёнными гранями, реже игольчатые. Как правило встречается в виде листоватых, чешуйчатых или зернисто — слюдоподобных агрегатов.

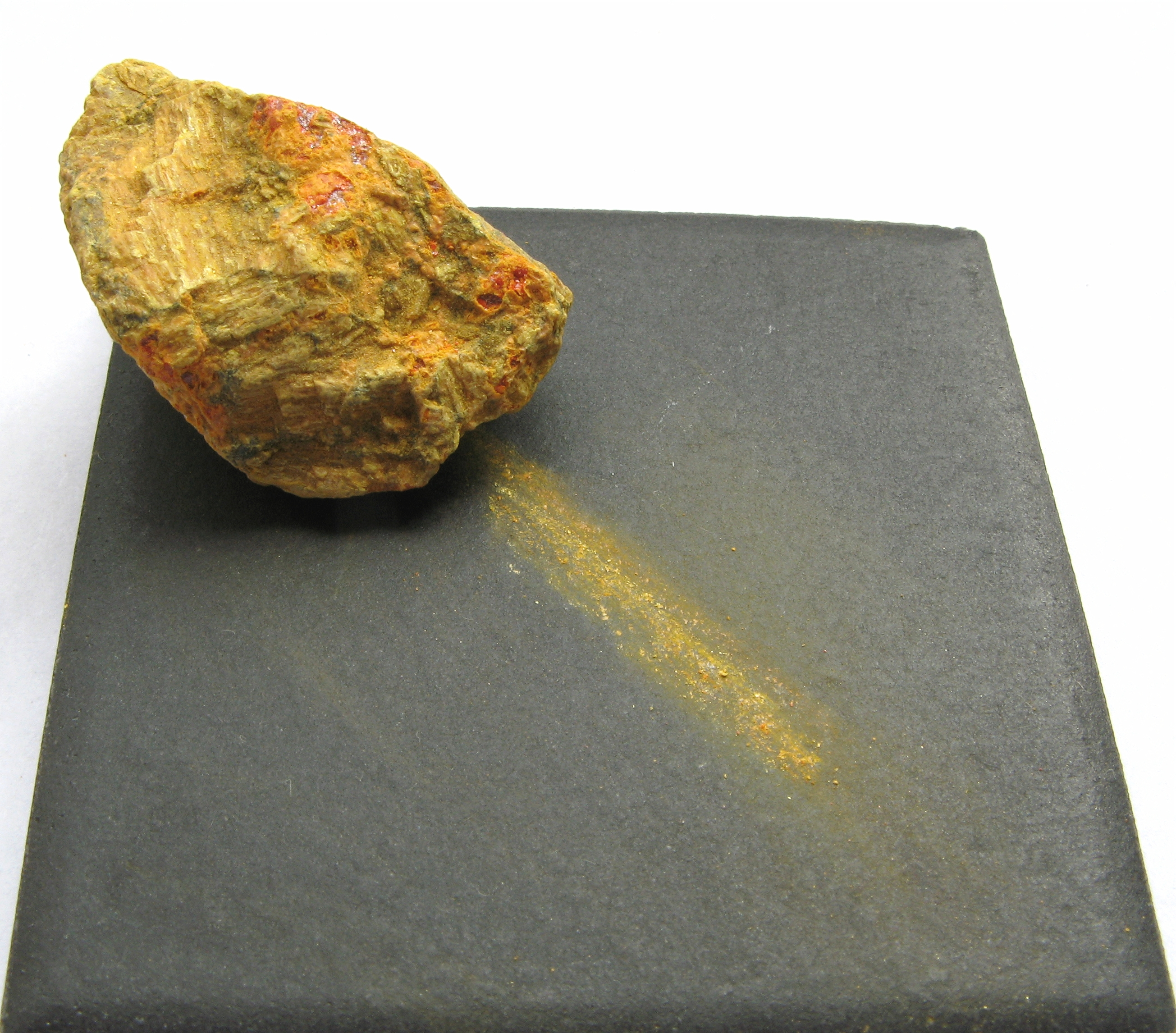
Цвет черты

Цвет от лимонно-жёлтого до золотисто-жёлтого, на свежем сколе яркий. Цвет черты светло-жёлтый. Блеск от алмазного до металлического, на свежих плоскостях спайности — сильный перламутровый.
Спайность весьма совершенная по (010) и неясная по (100), листочки гибкие, но не упругие. Излом ступенчатый (раковистый).
Твёрдость 1,5 — 2, мягкий и вязкий, легко режется ножом. Плотность 3,5. Растворим в едком кали (KOH). Обладает специфическим серным запахом, усиливающимся при нагревании.
На свету с течением времени «выцветает», окисляясь с поверхности, и переходит в арсенолит (As2O3).

## Происхождение и месторождения
Аурипигмент имеет низкотемпературное гидротермальное происхождение. Часто встречается вместе с реальгаром, киноварью, антимонитом в глинах, гидротермально изменённых глинистых мергелях и сланцах, а также в рудных жилах. Кроме того, минерал встречается в виде продукта низкотемпературного изменения содержащих мышьяк или минералов фумарольной деятельности.
Наиболее известные месторождения: Лухумское (Грузия, совместно с реальгаром), Джульфинское (Нахичевань, Азербайджан). Также встречается в Австрии (Каринтия), Швейцарии, Аллхар (Македония, Греция), Меркур (штат Юта, США), вместе с реальгаром в ряде месторождений Румынии, Турции, Ирана, Средней Азии.
Месторождения аурипигмента на территории России находятся в Карачаево-Черкесской Республике (Эльбрусский рудник) и Якутии (Менкюле).

## Применение
Аурипигмент и реальгар являются важными рудами мышьяка.
В прежние времена аурипигмент широко использовался как минеральный пигмент в станковой живописи и особенно в иконописи. Средневековое название минеральной краски — «королевская жёлтая»; до XVII в. в России известна под сокращённым именем желть, на западе — опермент.:710 Однако ряд недостатков (не исключая ядовитости) привёл к постепенному ограничению её применения. Прежде всего, аурипигмент резко тускнеет и темнеет при соединении со свинцовыми белилами, образуя сернистый свинец чёрного цвета.:21 Кроме того, он бледнеет и выцветает на свету при свободном доступе воздуха.
В Средние века жёлтую мышьяковую обманку широко использовали при иллюстрировании дорогих книг, где она служила для воспроизведения золотого цвета без золота. С этим фактом связано происхождение фольклорного выражения «сусальный ангел».:37 Наряду с реальгаром, аурипигмент иногда использовался для получения окрашенного огня в фейерверках и «шутовских огнях».:709
За яркий и эффектный внешний вид удачные минеральные разности пользуется популярностью у коллекционеров.